# 力

力可以說成對一個物體的推力與拉力，可以由重力、磁力或任何可以造成質體加速的現象來產生。

力是物体之间的相互作用。力可以改变物体速度的大小或方向，或使物体发生形变。力是矢量，有大小和方向的属性。根据牛頓第二定律，当物体的速度远低于光速时，其所受的力等于其质量与加速度的乘积（{\displaystyle \mathbf {F} =m\mathbf {a} }）。
按力的作用效果，可以把力分为推力、拉力、支持力和阻力等；按力的性质，可以把力分为弹力、重力、摩擦力和电磁力等。力的相關概念还包括改變對軸的轉速的力矩。當力不會一致地作用在物體的所有地方時為應力，应力会使物體发生形變。當應力持續作用于固体物质時，會使物体逐漸變形；在流體中，應力決定其壓力與體積的改變量。
古代的哲學家在靜力學、移動物體與簡單機械的學習上使用力的概念，不過亞里斯多德與阿基米德等思想者在力的了解上有基礎的錯誤，例如认为運動是力维持的，即使在定速運動時。這是由於對有時不明顯的摩擦力的了解不完全，因此對自然運動的本质理解有误。
多數對運動與力的誤解最後由艾薩克·牛頓修正，他公式化的運動定律幾乎持續使用了三百年。二十世紀早期，愛因斯坦發展出了相對性理論，正確地預测了力作用在動量增加中近乎光速的物體的行為，并提出了對由重力與慣性所產生的力的幾何化詮釋，認為重力場實為時空彎曲的表現。
現代對量子力學的了解與技術可以加速粒子到接近光速，粒子物理學設計了標準模型來描述比原子還要小的粒子之間的力。標準模型預測交換被稱作規範玻色子的粒子是力的發射與吸收的基礎意義。已知只有四種主要的基本相互作用：依強度排序為強作用力、電磁力、弱作用力與万有引力。高能粒子物理在1970年代與1980年代的觀察確認了弱力與電磁力實為更基本的電弱交互作用的不同表現階段。
現今的統一場論與弦理論等假說，致力於進一步統一這四種交互作用，嘗試尋找能描述所有力的「萬有理論」，但尚未有實驗證實。

## 牛頓力學
伽利略·伽利萊最先給出力的近代定义，在他之前，人們認為力是一種壓力（pressure）。:141-142
牛頓使用慣性與力的概念描述所有物體的運動，由此找尋出它們服從確定的守恆定律。在1687年，牛頓出版了他的论文《自然哲學的數學原理》，其中发表的三条運動定律，至今仍被认可为描述力的方式。
牛顿三定律分别是：
- 第一定律（惯性定律）：假若施加于某物体的外力为零，则该物体的运动速度不变。
- 第二定律（加速度定律）：施加于物体的外力等于此物体的质量与加速度的乘积。
- 第三定律（作用力与反作用力定律）：当两个物体相互作用于对方时，彼此施加于对方的力，其大小相等、方向相反。

## 描述

### 平衡

#### 狹義相對論
在相對性的特殊理論中，質量與能量是相等的（藉由計算加速一個物體所需要的功可以見得）。當物體的速度增加，它的能量與質量也增加。因此跟在較低速時相比需要更多力來增加一樣多的速度量差。牛頓第二定律
{\displaystyle \mathbf {F} =\mathrm {d} \mathbf {p} /\mathrm {d} t}
仍保持有效的因為它是個數學定義。但是為了做到守恆，相對性的動量必須被重定義為：
{\displaystyle \mathbf {p} ={\cfrac {m\mathbf {v} }{\sqrt {1-{\cfrac {v^{2}}{c^{2}}}}}}}
其中
{\displaystyle v}是速度，
{\displaystyle c}是光速。
對於一個有非零定值靜止質量{\displaystyle m\,}而移動在{\displaystyle x\,}方向的粒子的力與加速度的相對性表示式是：
{\displaystyle F_{x}=\gamma ^{3}ma_{x}\,}
{\displaystyle F_{y}=\gamma ma_{y}\,}
{\displaystyle F_{z}=\gamma ma_{z}\,}
這裡勞侖茲因子是
{\displaystyle \gamma ={\cfrac {1}{\sqrt {1-{\cfrac {v^{2}}{c^{2}}}}}}.}
相對性的力不會產生一個定加速度，但當物體接近光速時期加速度會持續下降。注意，對一個有非零靜止質量而在光速中的物體來說{\displaystyle \gamma }是未定義的，且這個理論沒有作在光速時的預測。

## 基礎力
宇宙中的所有力都是基於四種基礎交互作用。強力與弱力只作用在非常小的距離，且負責亞原子粒子間的交互作用，包括核子與複合原子核。電磁力作用在電荷間而重力作用在質量間。其它的力都是基於這四種基礎交互作用的存在。例如摩擦力是電磁力作用在兩個原子的表面間的表現，且包利不相容原理不允許原子通過其它的原子。彈簧中使物體回到平衡位置的力，由虎克定律建模，也是電磁力與不相容原理作用在一起的結果。向心力是產生旋轉參考系的加速的加速力。
對於力的基礎理論的發展沿著不同想法的統一場理論的路線而進行。例如牛頓在他的重力萬有理論中統一了地球表面使物體落下的力與天體力學軌道的力。麥可·法拉第與詹姆斯·克拉克·馬克士威透過一種電磁理論證明了電力與磁力是一體的。在二十世紀，量子力學的發展領出了現代的認知為前三種基礎力（除了重力）是物質（費米子）藉由交換被稱作規範玻色子的虛粒子之交互作用的表現。粒子物理的標準模型設置了一個多種力之間的相似引領著科學家們預測了弱力與電磁力的統一在電弱理論接著由觀測而確認。標準模型完整的公式化預測了還沒觀測到的希格斯粒子，但是如微中子振盪這類的觀測指出標準模型是不完整的。一個大統一理論允許將電弱交互作用與強力作結合是提供一個可能性給如超對稱的候補理論可以容納一些出色的物理學中未解決的問題。物理學家企圖發展有條理的統一模型將可以結合四種基礎作用力成萬物理論。愛因斯坦試圖作這件事但並未成功，但現在對於這個問題有最接近的答案是弦理論。

### 重力

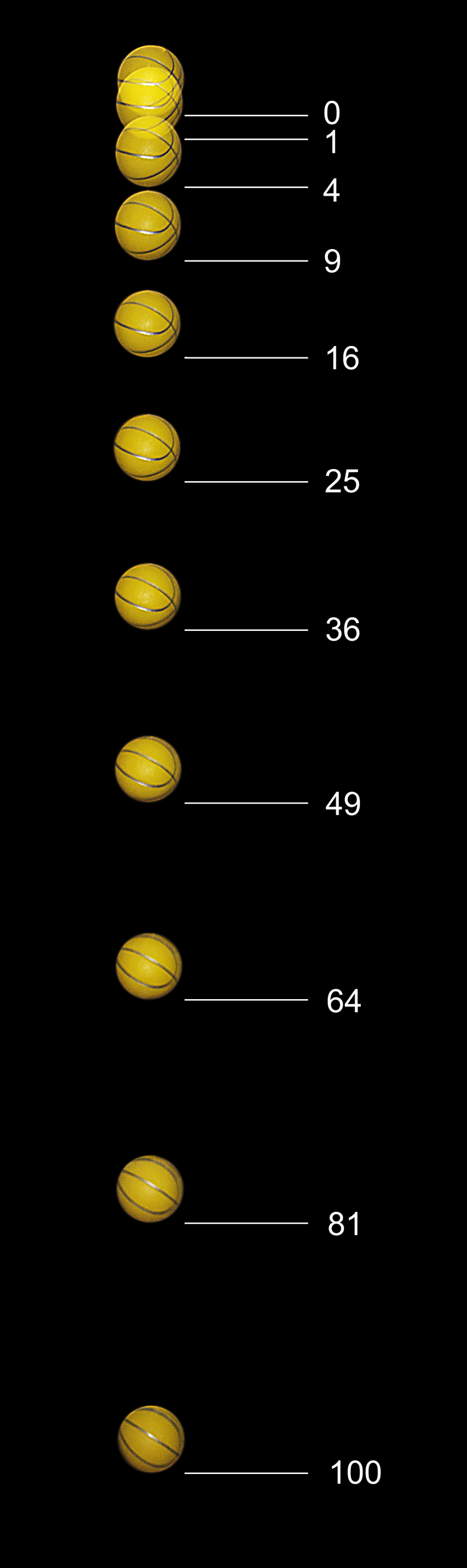
初始不動的物體在重力中自由落下，落下的距離與經過的時間的平方成正比。這照片每秒曝光二十次。

現在所稱的重力，直到艾薩克·牛頓的工作之前，都沒有被認定是萬有的。在牛頓之前，物體落向地球並沒有被認為跟天體的運行有關。伽利略描述落體的特性，藉由確定任何物體在自由落下時的加速度是定值，且跟物體質量無關，有助於啟發牛頓。今日，這個朝向地球表面的由重力產生的加速度通常以{\displaystyle \mathbf {g} }標示，有一個大約是9.81米每平方秒的大小（這個是從海平面測量且跟位置有關）且指向地心。
這個觀測意味著地球表面上作用在物體上的重力直接地與物體質量成正比。因此有質量{\displaystyle m}的物體會受到一個力是：
{\displaystyle \mathbf {F} =m\mathbf {g} }
在自由落下中，這個力沒有被阻礙因此作用在物體上的淨力即是物體的重量。對於非自由落下的物體會與其它力反應。例如，一個站在地板上的人遭受的淨力為零，由於他的重量與地板提供的正向力平衡。
牛頓對重力理論的貢獻是統一了天體運動與地球上觀測到的落體運動。他提出了重力定律，這可以說明了早先已經被克卜勒行星運動定律描述過的天體運動。
牛頓進而了解到重力的效應可能以在大距離的不同方面被觀測到。特別是牛頓確定若重力產生的加速度如平方反比定律下降，月球繞著地球的加速度可以被歸因為相同的重力所造成。更進一步，牛頓認識到因重力產生的加速度和吸引物體的質量成正比。結合這些想法對相關的質量 ({\displaystyle M_{\oplus }}) 與地球的半徑({\displaystyle R_{\oplus }})給出一個重力加速度的公式：
{\displaystyle \mathbf {g} =-{\frac {GM_{\oplus }}{{R_{\oplus }}^{2}}}{\hat {\mathbf {r} }}}
這裡向量的方向給定為{\displaystyle {\hat {\mathbf {r} }}}，這個單位向量直接從地心指出。
在此方程式中，因次定數{\displaystyle G}被用來描述相關的重力強度。這個定數也被稱作牛頓萬有重力常數，儘管牛頓生前都還不曉得這個值是多少。直到1798年亨利·卡文狄西用扭力天平測出{\displaystyle G}的第一個測量值；這在出版界裡是以地球質量的測量來廣泛地報導，由於上面給出的方程式加上已知的{\displaystyle G}即可解出地球質量。然而牛頓認識到由於所有天體遵循著一樣的運動定律，它的重力定律因此變成萬有的。簡潔地說，牛頓重力定律陳述了質體{\displaystyle m_{2}}的重力作用在物體{\displaystyle m_{1}}上是
{\displaystyle \mathbf {F} =-G{\frac {m_{1}m_{2}}{r^{2}}}{\hat {\mathbf {r} }}}
這裡 {\displaystyle r} 是兩個物體質心間的距離且{\displaystyle {\hat {\mathbf {r} }}} 是單位向量，方向是從第一個物體的質心朝向第二個物體的質心。
這個公式足以立為後來所有在太陽系中的運動的描述的基本直到二十世紀。在這段期間，攝動分析的方法被發明用來計算由多種星體如行星、衛星、彗星或小行星所造成的軌道誤差。這個公式精確足夠到允許數學家在海王星被觀測到之前就預測到它的存在。
只有水星的軌道以牛頓重力定律似乎不能完全地解釋。一些天體物理學家預測其它行星（祝融星）的存在將解釋這個不合；僅管一些早期的跡象顯示沒有這種行星可以被找到。當愛因斯坦最後公式化他的廣義相對論後，他將注意力轉向水星軌道的問題且找出他的理論並加入說明這個不合的修正。這是牛頓的重力理論第一次被證明需要作些許修正。
從此開始，廣義相對論被公認為解釋重力的最佳理論。在廣相中，重力不被看作一種力，移動的物體自由地在重力場中行進而在他們在自己的慣性之下直線地通過彎曲的時空，定義如在兩個時空事件中的最短時空路徑，這被稱作物體的彈道軌跡。例如籃球從地上投出成一個拋物線，如它在相同的重力場中。它的時空軌跡（當加入額外的ct因次）幾乎是直線，有稍微的彎曲（有光年級的曲率半徑）。物體的動量改變量的時間導數將其標為「重力」。

## 旋轉和力矩
力矩被定義為力臂向量與作用力向量的外積。

### 向心力
當物體作圓周運動時，向心力為指向圓心的力。

## 位能
通常位能場在數學上的相關概念因方便而代替力來使用。例如，重力作用在物體上可以被看作重力場的作用存在物體的位置上。重述
數學上能量的定義（經由功的定義），一個位純量場{\displaystyle U(\mathbf {r} )}被定義為場的梯度與作用在每個點上的力呈相等且相反：
{\displaystyle \mathbf {F} =-{\boldsymbol {\nabla }}U.}
力可以被分類為守恆力與非守恆力。守恆力等於位的梯度而非守恆力則否。

### 守恆力
一個守恆力作用在封閉系統上有相關的機械功准許能量只在動能與位能間轉換。這意味著對於封閉系統淨機械能是守恆的，無論守恆力什麼時候作用在系統上。因此力與空間中不同位置的位能差有直接的關係，且可以被看作一個位場的加工物，以相同的方法，一道水流的方向與量 可以被看作是一個區域的海拔等高線圖的加工物。
保守力包括重力、電磁力與彈簧力。這些力每個都有對應的模型，通常跟從球對稱的位置發出的半徑向量{\displaystyle \mathbf {r} }相關。例如：
對於重力：
{\displaystyle \mathbf {F} =-G{\frac {m_{1}m_{2}\mathbf {r} }{r^{3}}}}
這裡{\displaystyle G}是重力定數，{\displaystyle m_{i}}是物體「i」的質量。
對於電磁力
{\displaystyle \mathbf {F} ={\frac {1}{4\pi \varepsilon _{0}}}{\frac {q_{1}q_{2}\mathbf {r} }{r^{3}}}}
這裡{\displaystyle \varepsilon _{0}}是真空電容率，{\displaystyle q_{i}}是物體「i」的電荷。
對於彈簧力：
{\displaystyle \mathbf {F} =-k\mathbf {r} }
這裡{\displaystyle k}是彈簧係數。

### 非守恆力
對於確定的物理情景，不可能將這些力模型化成是因為位的梯度所產生。這通常是因為巨觀物理上的考慮將力看成從微觀態的巨觀統計平均而產生。例如，摩擦力由許多原子間的靜電位梯度而造成，但這個力模型顯然跟任何巨觀位置向量無關。摩擦力之外的非守恆力還包括了其它接觸力、張力、壓縮與阻力。然而只要描述得夠細微，這些力的結果都是守恆的，由於這些巨觀力每個都是微觀位的淨結果。
巨觀非守恆力與微觀守恆力的關聯是以統計力學的細節處理來描述。在巨觀封閉系統中，非守恆力的作用改變了系統的內能，通常與熱的傳遞有關。根據热力学第二定律，非守恆力需要導致在封閉系統中的能量從有序轉換到更無序狀態為熵的增加。

## 測量單位
|                                                            | 牛頓 N (国际单位制导出单位) | 达因 dyne    | 千克力 kgf       | 磅力 lbf           | 磅達 pdl          |
| ---------------------------------------------------------- | --------------------------- | ------------ | ---------------- | ------------------ | ----------------- |
| 1 N                                                        | ≡ 1 kg·m/s²                 | = 105 dyn    | ≈ 0.10197 kp     | ≈ 0.22481 lbfF     | ≈ 7.2330 pdl      |
| 1 dyn                                                      | = 10−5 N                    | ≡ 1 g·cm/s²  | ≈ 1.0197×10−6 kp | ≈ 2.2481×10−6 lbfF | ≈ 7.2330×10−5 pdl |
| 1 kp                                                       | = 9.80665 N                 | = 980665 dyn | ≡ gn·(1 kg)      | ≈ 2.2046 lbfF      | ≈ 70.932 pdl      |
| 1 lbfF                                                     | ≈ 4.448222 N                | ≈ 444822 dyn | ≈ 0.45359 kp     | ≡ gn·(1 lb)        | ≈ 32.174 pdl      |
| 1 pdl                                                      | ≈ 0.138255 N                | ≈ 13825 dyn  | ≈ 0.014098 kp    | ≈ 0.031081 lbfF    | ≡ 1 lb·ft/s²      |
| 定義千克力時所用的gn數值，在此表中也用來定義所有的重力單位 |                             |              |                  |                    |                   |

## 外部連結
- Video lecture on Newton's three laws by Walter Lewin from MIT OpenCourseWare
- A Java simulation on vector addition of forces（页面存档备份，存于）